# جالينوس

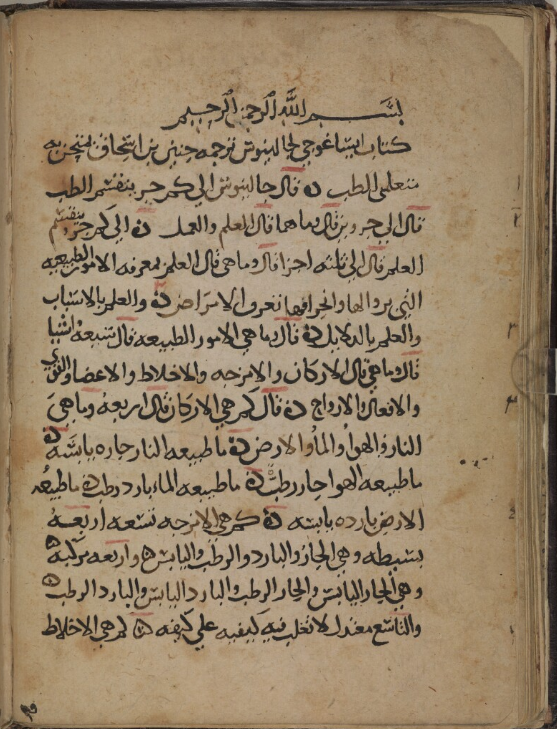
كتاب «إيساغوجي» لجالينوس - ترجمه حنين بن إسحق.

جالينوس (باليونانية: Κλαύδιος Γαληνός)‏ هو طبيب إغريقي ولد في بيرغامون سنة 129 وتوفي سنة 216. مارس الطب في أنحاء الإمبراطورية الرومانية وعالج العديد من الأباطرة الرومان. كان أكبر أطباء اليونان وأحد أعظم أطباء العصور القديمة. أثر بشكل كبير في العديد من الاختصاصات الطبية كعلم التشريح ، الفسيولوجيا، علم الأمراض وطب الجهاز العصبي، كما تنسب له العديد من الإسهامات في الفلسفة والمنطق. يعد بجانب أبقراط أحد أعمدة الطب في العهد الروماني الإغريقي وأحد من وضع أسس الطب الحديث. أعطى الأولوية للملاحظة التشريحية وسعى إلى وضع فرضيات بناء على نتائج حقيقية عن طريق إجراء تجارب على الحيوانات.
بعد سقوط الإمبراطورية الرومانية، تم تجاهل ونسيان عمله الهائل في أوروبا الغربية حتى أواخر القرن الحادي عشر. بعد انتقالها إلى بيزنطة وخصوصا العالم الإسلامي عن طريق الترجمة، ستعود إلى أوروبا.

## بدايات حياته: 129 - 161 م
يأتي اسم جالينوس (Galen) Γαληνός، Galēnos من صفة " γαληνός "، «الهدوء».
تصادف أن تكون مسقط رأس جالينوس في بيرغاموم موقعًا لضريح كبير لإله الشفاء أسكليبيوس، والذي ادعى والد جالينوس أنه كان يحلم به، مما دفع جالين إلى بدء دراسة الطب.  يصف جالينوس حياته المبكرة في عن عواطف العقل. ولد في سبتمبر 129 م.  كان والده، إيليوس نيكون، أرستقراطيًا ثريًا، ومهندسًا معماريًا وبانيًا، وله اهتمامات انتقائية تشمل الفلسفة والرياضيات والمنطق وعلم الفلك والزراعة والأدب. يصف جالينوس (Galen) والده بأنه «رجل ودود للغاية وعادل وصالح وخير». في ذلك الوقت بيرغامون (بيرجاما الحديثة، تركيا) وكان المركز الثقافي والفكري كبيرا، لاحظت لفي مكتبة، والثانية فقط لأنه في الإسكندرية (مصر)،   وجذبت كل من المتحمل والأفلاطونية الفلاسفة، الذين تعرضت جالينوس في سن استغرق 14. دراساته أيضا في كل النظم الفلسفية الرئيسية في ذلك الوقت، بما في ذلك الأرسطية والأبيقوري. كان والده قد خطط لمهنة تقليدية لجالينوس في الفلسفة أو السياسة وحرص على تعريضه للتأثيرات الأدبية والفلسفية. ومع ذلك، يذكر جالينوس أنه في حوالي عام 145 بعد الميلاد كان والده يحلم فيه الإله أسكليبيوس ظهر (إسكولابيوس) وأمر نيكون بإرسال ابنه لدراسة الطب. مرة أخرى، لم يدخر أي نفقات، وبعد تعليمه الليبرالي السابق، بدأ في سن 16 عامًا دراسته في الحرم المحلي المرموق أو Asclepieum المكرس لأسكليبيوس، إله الطب، باعتباره θεραπευτής (علاجات، أو مرافق) لمدة أربع سنوات. هناك وقع تحت تأثير رجال مثل أسكريون بيرغامون وستراتونيكوس وساتيروس. عملت Asclepiea كمنتجعات صحية أو مصحة يأتي إليها المرضى لطلب خدمات الكهنوت. يتردد الرومان على المعبد في بيرغامون بحثًا عن الإغاثة الطبية من المرض والمرض. كانت أيضًا مطاردة لأشخاص بارزين مثل كلوديوس شاركس المؤرخ، إيليوس أريستيدس الخطيب، بوليمو السفسطائي وكوسبيوس روفينوس القنصل.
توفي والد جالينوس في 148، وترك جالينوس الأثرياء بشكل مستقل عن عمر يناهز ال 19. وبعد ذلك اتبعت النصيحة التي وجدها في التدريس أبقراط "، وسافر ودرس بما في ذلك على نطاق واسع مثل هذه الأماكن على النحو سميرنا (الآن أزمير)، كورنثوس، كريت، كيليكيا (الآن Çukurova)، قبرص، وأخيراً كلية الطب الكبرى في الإسكندرية يعرض نفسه لمدارس الفكر المختلفة في الطب.في 157، وعمره 28 عامًا، عاد إلى بيرغامون كطبيب إلى مصارع رئيس كهنة آسيا، أحد أكثر الرجال نفوذاً وثراءً في آسيا. يدعي جالينوس أن رئيس الكهنة اختاره على الأطباء الآخرين بعد أن نزع أحشاء قرد وتحدى الأطباء الآخرين لإصلاح الضرر. عندما رفضوا، أجرى جالينوس الجراحة بنفسه وفاز بذلك لصالح رئيس كهنة آسيا. خلال السنوات الأربع التي قضاها هناك، تعلم أهمية النظام الغذائي واللياقة البدنية والنظافة والتدابير الوقائية، وكذلك علم التشريح الحي، وعلاج الكسور والصدمات الشديدة، في إشارة إلى جروحهم.كـ "نوافذ في الجسد". حدثت خمس حالات وفاة فقط بين المصارعين أثناء توليه المنصب، مقارنة بستين حالة وفاة في عهد سلفه، وهي نتيجة تُعزى بشكل عام إلى الاهتمام الذي أولاه لجروحهم. في الوقت نفسه تابع دراساته في الطب النظري والفلسفة.

## السنوات اللاحقة: 162 - 217 م
ذهب جالينوس إلى روما عام 162 وترك بصمته كطبيب

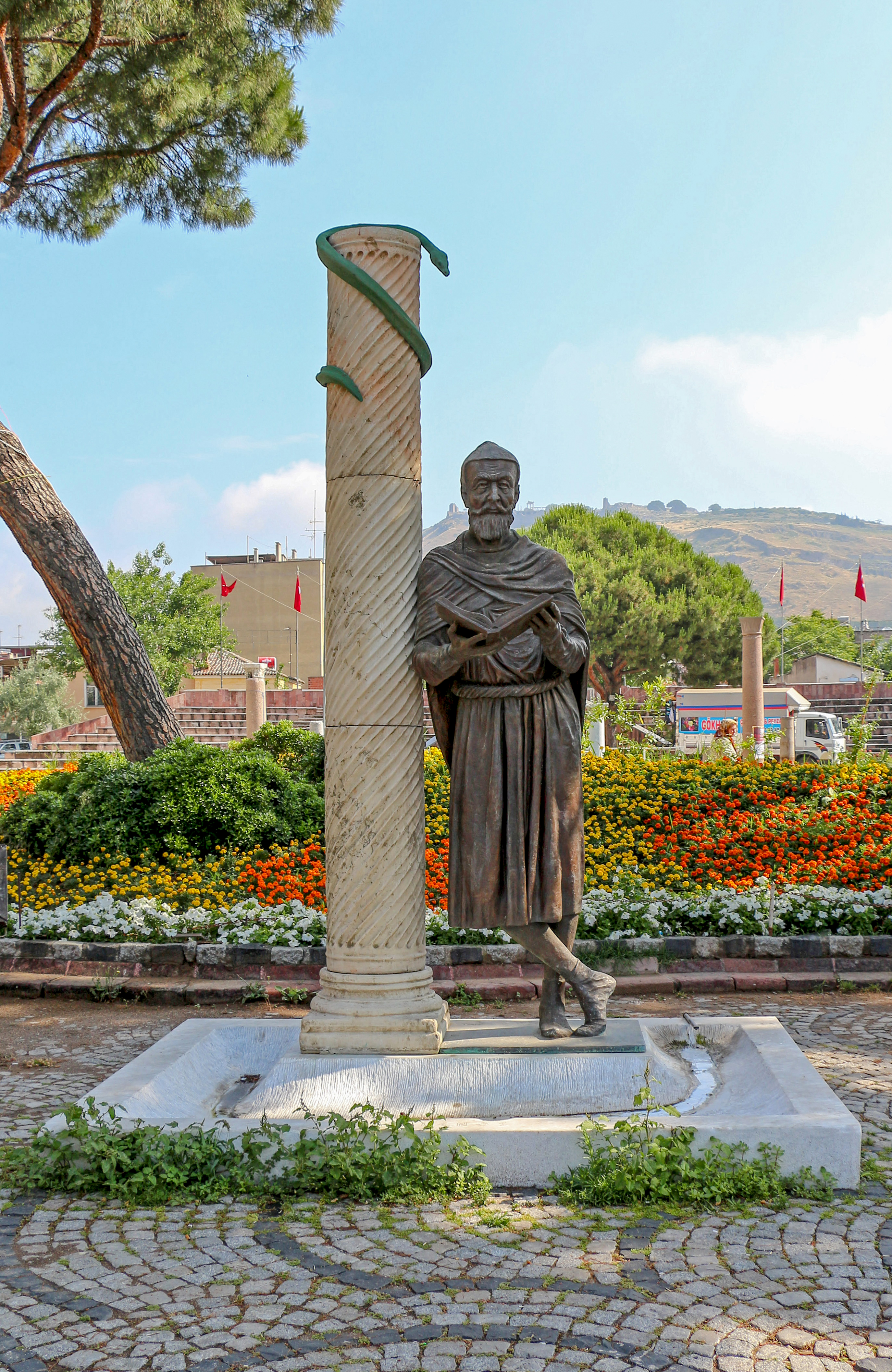
تمثال حديث لجالينوس في مسقط رأسه بيرغامون

ممارس. جعله نفاد صبره يتعارض مع الأطباء الآخرين وشعر بالتهديد منهم. أثارت مظاهراته هناك استعداء الأطباء الأقل مهارة والأكثر تحفظًا في المدينة. عندما أصبح عداء جالينوس مع الأطباء الرومان خطيرًا، خشي أن يتم نفيه أو تسميمه، لذلك غادر المدينة.
شاركت روما في حروب خارجية في 161 ؛ كان ماركوس أوريليوس وزميله لوسيوس فيروس في الشمال يقاتلونالماركوماني.  خلال خريف 169 عندما كانت القوات الرومانية عائدة إلى أكويليا، اندلع وباء عظيم، واستدعى الإمبراطور جالينوس للعودة إلى روما. أُمر بمرافقة ماركوس وفيروس إلى ألمانيا كطبيب في المحكمة. في الربيع التالي، تم إقناع ماركوس بإطلاق سراح جالينوس بعد تلقيه تقريرًا بأن أسكليبيوس كان ضد المشروع.  تُرك ليعمل كطبيب لوريث الإمبراطورية كومودوس. كان هنا في المحكمة أن جالينوس كتب على نطاق واسع في الموضوعات الطبية. ومن المفارقات أن لوسيوس فيروس توفي عام 169، وتوفي ماركوس أوريليوس نفسه عام 180، وكلاهما ضحيتان للطاعون.
كان جالينوس طبيبًا لكومودوس طوال معظم حياة الإمبراطور وعالج أمراضه الشائعة. وفقًا لديو كاسيوس 72.14.3–4، في حوالي عام 189، في عهد كومودوس، حدث وباء قتل في ذروته 2000 شخص يوميًا في روما.كان هذا على الأرجح هو نفس الطاعون الذي ضرب روما خلال عهد ماركوس أوريليوس.
أصبح جالينوس طبيباً لسبتيموس سيفيروس خلال فترة حكمه في روما. يثني جالين على سيفيروس وكاراكالا لاحتفاظهما بإمدادات من الأدوية لأصدقائهما ويذكر ثلاث حالات تم استخدامهما فيها في 198.

### الطاعون الأنطوني

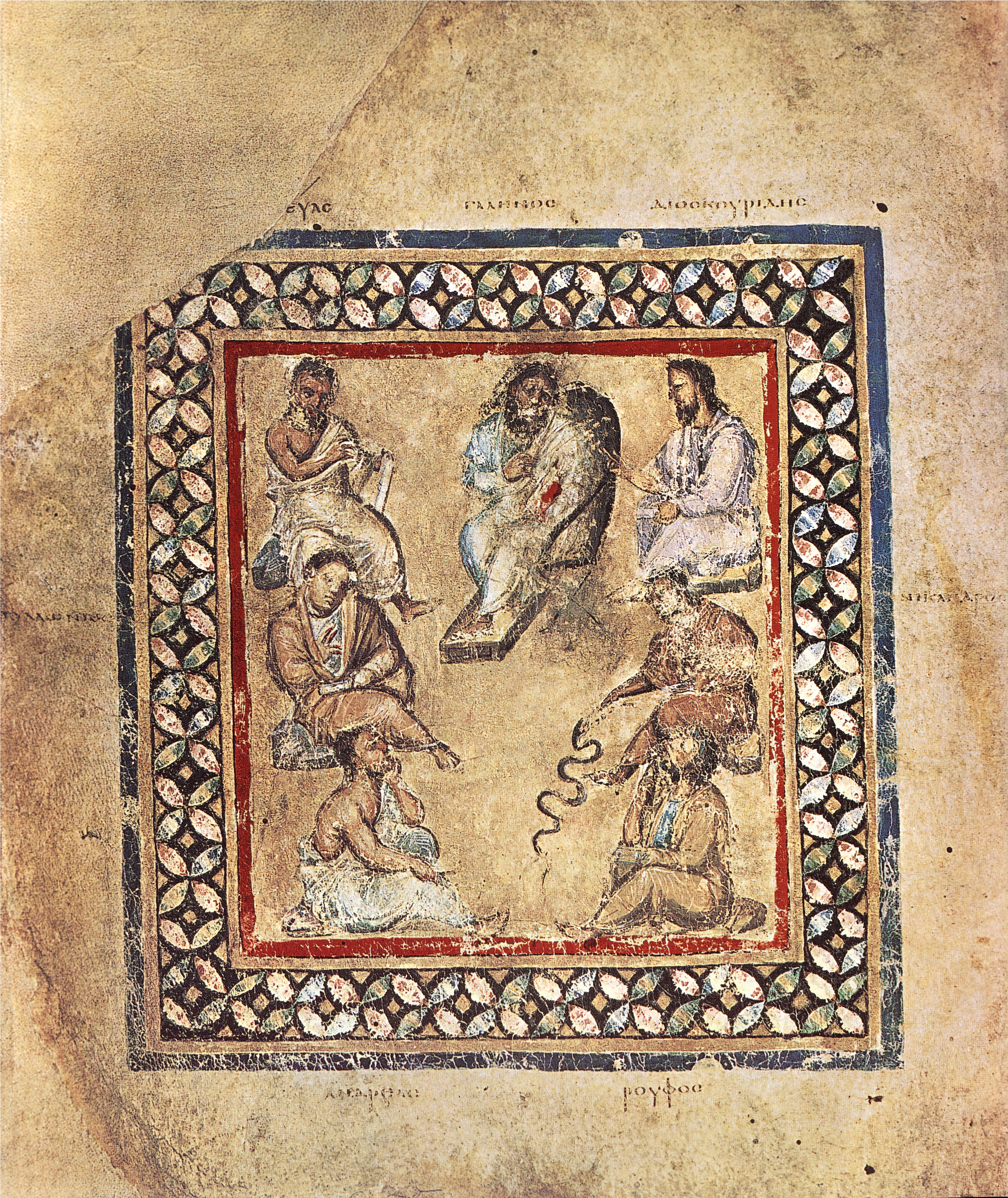
مجموعة الأطباء "جالين" في صورة من فيينا ديوسكوريدس ؛ هو يصور أعلى الوسط

سمي الطاعون الأنطوني على اسم عائلة ماركوس أوريليوس أنطونيوس. كان يُعرف أيضًا باسم طاعون جالينوس وكان له مكانة مهمة في التاريخ الطبي بسبب ارتباطه بجالينوس. كان لديه معرفة مباشرة بالمرض، وكان موجودًا في روما عندما ضرب لأول مرة في عام 166 بعد الميلاد، وكان موجودًا أيضًا في شتاء 168-69 أثناء تفشي المرض بين القوات المتمركزة في أكويليا. وكانت لديه تجربة مع الوباء، مشيراً إلى أنها طويلة الأمد، ووصف أعراضه وعلاجه لها. للأسف، إشاراته إلى الطاعون مبعثرة ومختصرة. لم يكن جالينوس يحاول تقديم وصف للمرض حتى يمكن التعرف عليه في الأجيال القادمة؛ كان أكثر اهتمامًا بالعلاج والتأثيرات الجسدية للمرض. على سبيل المثال، في كتاباته عن شاب مصاب بالطاعون، ركز على علاج التقرحات الداخلية والخارجية. وبحسب نيبور، «لا بد أن هذا الوباء قد احتدم بغضب لا يُصدق؛ فقد حصد عددًا لا يحصى من الضحايا. ولم يتعافى العالم القديم أبدًا من الضربة التي ألحقها به الطاعون الذي أصابه في عهد السيد أوريليوس». كان معدل الوفيات من الطاعون 7-10 في المئة.يعتقد أوتو سيك أن أكثر من نصف سكان الإمبراطورية قد لقوا حتفهم. يعتقد JF Gilliam أن الطاعون الأنطوني تسبب على الأرجح في وفيات أكثر من أي وباء آخر خلال الإمبراطورية قبل منتصف القرن الثالث. الرغم من أن وصف جالينوس غير مكتمل، إلا أنه كافٍ للتمكين من التحديد الدقيق للمرض باعتباره الجدري.
يلاحظ جالين أن الطفح الجلدي غطى جسد الضحية بالكامل وكان أسود في العادة. أصبحت الطفح الجلدي خشنة وجرب حيث لم يكن هناك تقرح. ويذكر أن أولئك الذين سيبقون على قيد الحياة طوروا طفحًا أسود. وفقا لغالين، كان أسود بسبب بقايا الدم المتعفنة في نفطة الحمى التي كانت بثرة. تشير كتاباته إلى أن البثور المرتفعة كانت موجودة في الطاعون الأنطوني، وعادة ما تكون على شكل طفح جلدي. يقول جالين إن الطفح الجلدي كان قريبًا من الطفح الجلدي ثيوسيديدزوصفها. يصف جالينوس أعراض الجهاز الهضمي عن طريق إسهال المريض وبرازه. إذا كان البراز شديد السواد، مات المريض. يقول أن كمية البراز الأسود متفاوتة. كان يعتمد على شدة الآفات المعوية.يلاحظ أنه في الحالات التي لا يكون فيها البراز أسودًا، ظهر الطفح الأسود. يصف جالينوس أعراض الحمى والقيء والنفث النتن والنزلات والسعال وتقرح الحنجرة والقصبة الهوائية.

### يوديموس
عندما متجول أصبح الفيلسوف Eudemus بمرض حمى الربع، ورأى جالينوس ملزمة لعلاج له «منذ أن كان أستاذي وأنا حدث للعيش في مكان قريب».  كتب جالينوس: «أعود إلى حالة أوديموس. لقد تعرض لهجوم شديد من قبل ثلاث هجمات من كوارتان، وتنازل عنه الأطباء، حيث كان الآن منتصف الشتاء».  انتقد بعض الأطباء الرومان جالينوس لاستخدامه التكهن في علاجه لـ Eudemus. هذه الممارسة تتعارض مع ذلك الوقت الحالي مستوى الرعاية، التي كانت تعتمد على قراءة البخت والتصوف.انتقم جالين من منتقديه بالدفاع عن أساليبه. يقتبس غارسيا باليستر من جالين قوله: «من أجل التشخيص، يجب على المرء أن يراقب ويفكر. كان هذا أساس انتقاده للأطباء الذين شرعوا في alogos وaskeptos.»  ومع ذلك، حذر أوديموس جالينوس من أن الخلاف مع هؤلاء الأطباء قد يؤدي إلى اغتياله. «قال Eudemus هذا، وأكثر من ذلك لنفس المعنى؛ وأضاف أنهم إذا لم يكونوا قادرين على إيذائي بسلوك لا ضمير لهم فسوف يشرعون في محاولات التسمم. ومن بين أمور أخرى، أخبرني أنه قبل حوالي عشر سنوات، كان شابًا لقد جاء إلى المدينة وقدم، مثلي، عروضًا عملية لموارد فننا؛ قُتل هذا الشاب بالسم، مع اثنين من الخادمين الذين رافقوه».
يقول غارسيا باليستر ما يلي من استخدام جالينوس للتشخيص: «في الطب الحديث، اعتدنا التمييز بين الحكم التشخيصي (المعرفة العلمية لما يمتلكه المريض) والحكم النذير (التخمين حول ما سيحدث له. بالنسبة إلى جالينوس، لفهم الحالة السريرية تقنيًا،» للتشخيص«، كان، من بين أمور أخرى، معرفة بدرجة أكبر أو أقل من اليقين بنتيجة المريض،» للتنبؤ«. إذن، يعد التشخيص أحد المشكلات الأساسية وأهم أهداف تشخيص جالينيك. اهتم جالينوس بالتمييز بين التكهن والعرافة أو النبوءة، وذلك لتحسين التشخيص تقنيًا وتعزيز سمعة الطبيب».

### الموت
ينص قاموس سودا الذي يعود إلى القرن الحادي عشر على أن جالينوس توفي عن عمر يناهز 70 عامًا، مما يعني وفاته في حوالي عام 199. ومع ذلك، هناك إشارة في أطروحة جالينوس «حول Theriac to Piso» (والتي قد تكون، مع ذلك، زائفة) إلى أحداث 204. هناك أيضًا تصريحات في المصادر العربية  أنه توفي في صقلية عن عمر يناهز 87 عامًا، بعد 17 عامًا من دراسة الطب و70 عامًا من ممارسته، مما يعني أنه توفي حوالي عام 217. وفقًا لهذه المصادر، فإن القبر جالينوس في باليرمو كانت لا تزال محفوظة بشكل جيد في القرن العاشر. يعتقد Nutton أن "On Theriac to Piso" حقيقي، وأن المصادر العربية صحيحة، وأن سوداقد فسّر خطأً 70 عامًا من مسيرة جالينوس المهنية في التقليد العربي على أنها تشير إلى حياته كلها. يوافق Boudon-Millot  بشكل أو بآخر ويفضل تاريخ 216.

## إسهاماته في الطب

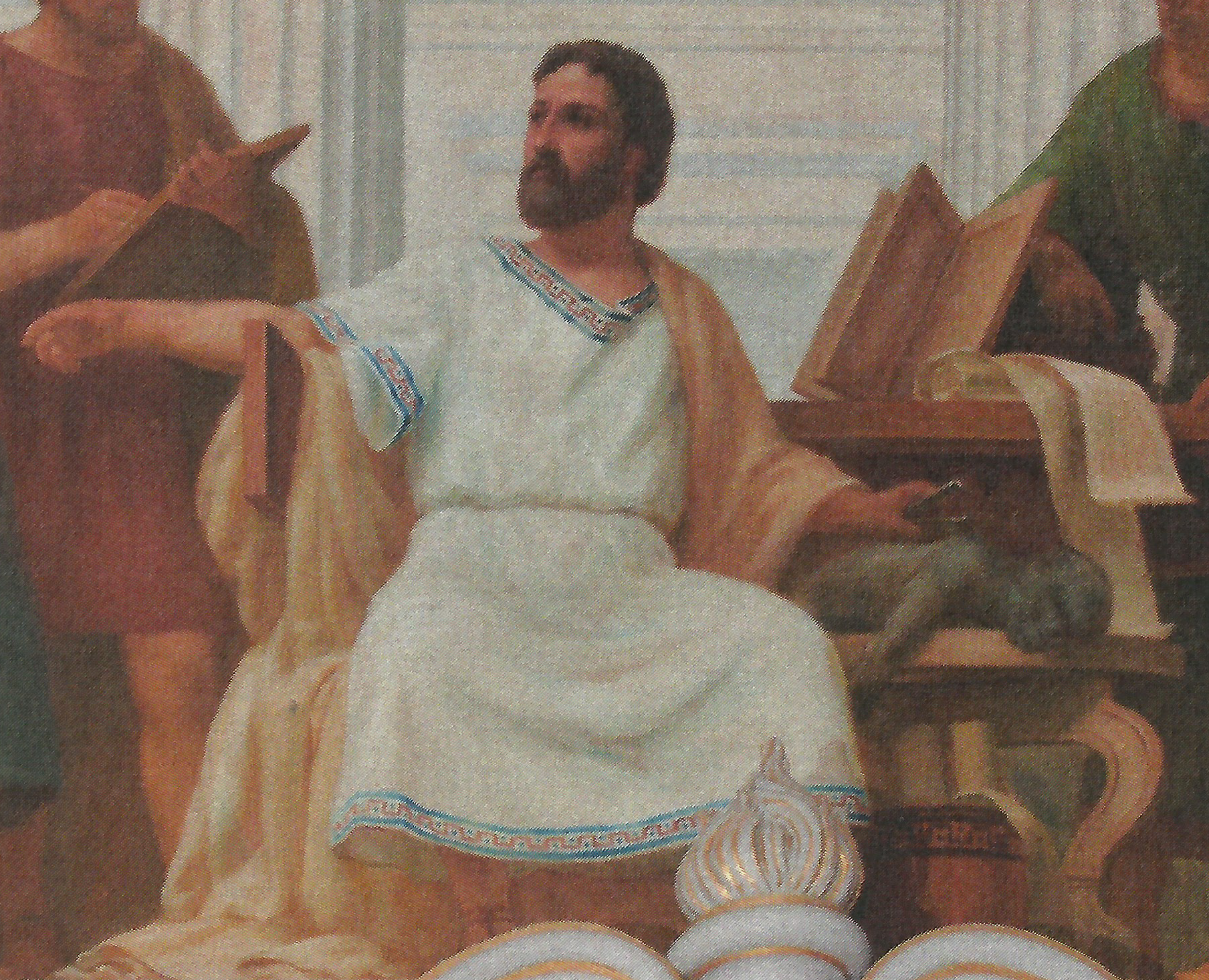
جالينوس يقوم بتشريح قرد (1906)

ساهم أبقراط بقدر كبير في فهم جالينوس للأمراض. حيث يدور مذهب أبقراط في الطب على أساس القول بأن السوائل الأربعة: الدم والبلغم والصفراء والسّوداء هي التي تقرِّر صحة الإنسان ومزاجه. حيث أن مزيج ونسبة هاته السوائل هو الذي يقرر مزاج وصحة الإنسان. من وجهة نظر جالينوس فإنّ أي عدم توازن يكون سببه أحد السوائل الأربعة يرمز إلى طبع من الطباع: فكثرة الدم ترمز إلى الدموية وكثرة ترمز إلى السوداوية والسوائل الصفراء لسرعة الغضب والسوداء للبرودة. وهكذا فحسب جالينوس فالأشخاص الدمييون هم أناس منفتحون واجتماعين والناس السوداويون هم مُبدعون وظريفون ومُراعون والأشخاص سريعي الغضب هم ذو طاقة وعزم وجاذبية والناس الباردون ذو اكتفاءٍ وطيبة ومودة.
كان اهتمام جالينوس الرئيسي هو علم التشريح البشري،  لكن القانون الروماني منع تشريح الجثث البشرية منذ حوالي 150 قبل الميلاد. وبسبب هذا التقييد، قام جالين بإجراء تجاربه التشريحيّة على الحيوانات، مع التركيز في الغالب على الخنازير والقِرَدة.  فمثلا يعد جالينوس أول من استخدم منفاخًا لتضخيم رئتي حيوان ميت بُغيةَ دراسة عمل الرئتين. بقي عمل جالين في علم التشريح غير مسبوق إلى حدٍّ كبير ولَم يتجاوزه أحد حتى القرن السادس عشر في أوروبا. في منتصف القرن السادس عشر، فند عالم التشريح أندرياس فيزاليوس بعض جوانب المعرفة التشريحية لجالينوس من خلال إجراء تشريح على الجثث البشرية. سمحت هذه التحقيقات لفيزاليوس بدحض بعض نظريات جالينوس حول طبيعة الذات الإنسانية.
أجله الأطباء العرب، وترجمت الكثير من مؤلفاته إلى العربية. لقّبهُ أبو بكر الرازي بـ «ثَانِي الفَاضِلَيْن»، بعد أبقراط. قال المتنبي:
صنف عددًا من المؤلفات، أحصاها ابن أبي أُصيبعة بما يُقارب 126 كتابًا ورسالة ومقالة، بينما يقول بعض الباحثين أنَّ مؤلفاته قد تجاوزت 500 مؤلف.
وكان إعجابه بأبقراط عظيمًا جدًّا ففسر أهم كتبه، وقد اقتفى آثاره، فأبدى اهتمامًا كبيرًا للفحص الإكلينيكي مستندًا قبل كل شيء على الوقائع الملموسة، غير أن ثقافته الفلسفية كانت تغلب عليه أحيانًا فأوقعته في استنتاجات منطقية بعيدة عن الصواب، ومعظم موقفه من علم الأمراض مبني على النظريات الأبقراطية.
وقد اهتم كثيرًا بالتجارب العلمية، فهو من أول الأطباء الذين أجروا اختبارات للوقوف على طريقة عمل بعض الأعضاء مثل الكلى، وصلة الحبل الشوكي Spinal Cord بحركات الجسم والحاسية وطريقة العمل للتنفس والنبض، فأثبت علميًّا أن الشرايين تحتوي على دم وتنقله، وقد اقترح تفسيرًا فيسيولوجيًّا للأحلام مرتابًا في أهميتها الطبية.
وقسَّم الأدوية إلى ثلاثة أقسام حسب احتوائها على الحار والبارد واليابس والرطب، والأدوية إذا كانت ذات فعل واحد سُمِّيَت بسيطة، والتي لها فعل إضافي غير فعلها الأصلي سميت مركبة، والقسم الثالث يشمل الأدوية التي تفعل لا بمزية خاصة بل بكليتها مثل الأدوية المقيئة والمسهلات والسموم.
وكان جالينوس يحضِّر الأدوية بنفسه، وكان له غرفة خاصة لتحضيرها اسمها «ياتيربون» Iaterion وغرفة أخرى لتخزينها اسمها أبوتيكه Apoteke، وقد وصف 473 وصفًا من مختلف المصادر: نبات وحيوانات ومعادن، وقد أدرج في مؤلفاته عددًا من الوصفات.

## مساهمات في الفلسفة
على الرغم من أن التركيز الرئيسي لعمله كان على الطب وعلم التشريح وعلم وظائف الأعضاء، كتب جالين أيضًا عن المنطق والفلسفة. تأثرت كتاباته التي كتبها سابق اليونانية والرومانية المفكرين، بما في ذلك أفلاطون، أرسطو، والرواقين، وPyrrhonists. كان جالينوس مهتمًا بدمج الفكر الفلسفي مع الممارسة الطبية، كما هو الحال في عمله الموجز أن أفضل طبيب هو أيضًا فيلسوف، أخذ جوانب من كل مجموعة ودمجها مع فكره الأصلي. اعتبر الطب مجالًا متعدد التخصصات يتم ممارسته بشكل أفضل من خلال استخدام النظرية والملاحظة والتجريب جنبًا إلى جنب.
وُجدت عدة مدارس فكرية في المجال الطبي خلال حياة جالينوس، والمدرستان الرئيسيتان هما التجريبيون والعقلانيون (يُطلق عليهم أيضًا دوغماتيون أو فلاسفة)، مع كون الميثوديين مجموعة أصغر. أكد التجريبيون على أهمية الممارسة البدنية والتجريب، أو «التعلم النشط» في الانضباط الطبي. في معارضة مباشرة للتجريبيين كان العقلانيون، الذين قدّروا دراسة التعاليم الراسخة من أجل خلق نظريات جديدة باسم التطورات الطبية. شكل الميثوديون إلى حد ما أرضية وسطى، لأنهم لم يكونوا تجريبيين مثل التجريبيين، ولا نظريين مثل العقلانيين. استخدم الميثوديون بشكل أساسي الملاحظة البحتة، وأظهروا اهتمامًا أكبر بدراسة المسار الطبيعي للأمراض من بذل الجهود لإيجاد العلاجات. جالينوس

### معارضة الرواقيين
كان جالينوس معروفًا بتطوراته في الطب والجهاز الدوري، لكنه كان مهتمًا أيضًا بالفلسفة. طور نموذج الروح الثلاثي الخاص به على غرار أفلاطون. يشير إليه بعض العلماء بأنه أفلاطوني.  طور جالينوس نظرية الشخصية بناءً على فهمه لدورة السوائل في البشر، وكان يعتقد أن هناك أساسًا فسيولوجيًا للاضطرابات العقلية.  ربط جالين العديد من نظرياته بالنَفَس وعارض تعريف الرواقيين واستخدامه.
وفقًا لجالينوس، فشل الرواقيون في تقديم إجابة موثوقة لتوطين وظائف النفس أو العقل. من خلال استخدامه للطب، كان مقتنعًا أنه توصل إلى إجابة أفضل، الدماغ.  أدرك الرواقيون فقط أن للروح جزءًا واحدًا، وهو الروح العقلانية وادعوا أنها ستوجد في القلب. تبعًا لفكرة أفلاطون، توصل جالين إلى جزئين آخرين للروح.
رفض جالينوس أيضًا منطق الافتراض الرواقي وبدلاً من ذلك تبنى مقياسًا افتراضيًا تأثر بشدة بعلم التجوال واستند إلى عناصر المنطق الأرسطي.

### توطين الوظيفة
سعى أحد أعمال جالينوس الرئيسية، حول مذاهب أبقراط وأفلاطون، إلى إظهار وحدة الموضوعين وآرائهما.باستخدام نظرياتهم، جنبًا إلى جنب مع نظريات أرسطو، طور جالينوس روحًا ثلاثية تتكون من جوانب مماثلة. استخدم المصطلحات نفسها التي استخدمها أفلاطون، مشيرًا إلى الأجزاء الثلاثة باعتبارها عقلانية وروحية وشهية. يتوافق كل منها مع منطقة موضعية من الجسم.كانت الروح العقلانية في الدماغ، والنفس الروحية في القلب، والنفس الشهية في الكبد. كان جالينوس أول عالم وفيلسوف يخصص أجزاء معينة من الروح لمواقع في الجسد بسبب خلفيته الواسعة في الطب.  يشار إلى هذه الفكرة الآن باسم توطين الوظيفة. كانت مهام جالينوس ثورية في الفترة الزمنية، والتي شكلت سابقة لنظريات التوطين المستقبلية.
يعتقد جالينوس أن كل جزء من هذه الروح الثلاثية يتحكم في وظائف محددة داخل الجسم وأن الروح، ككل، تساهم في صحة الجسم، وتقوية «قدرة الأداء الطبيعي للعضو أو الأعضاء المعنية».  تتحكم الروح العقلانية في الأداء الإدراكي عالي المستوى في الكائن الحي، على سبيل المثال، اتخاذ الخيارات أو إدراك العالم وإرسال تلك الإشارات إلى الدماغ.  كما ذكر «الخيال والذاكرة والتذكر والمعرفة والفكر والتفكير والحركة الإرادية والإحساس» على أنها موجودة داخل الروح العقلانية.  تكمن وظائف «النمو أو البقاء على قيد الحياة» في الروح المفعمة بالحيوية. احتوت الروح المفعمة بالحيوية أيضًا على عواطفنا، مثل الغضب. اعتبرت هذه المشاعر أقوى من المشاعر العادية، ونتيجة لذلك، كانت أكثر خطورة.  الجزء الثالث من الروح، أو الروح الشهية، كان يتحكم في القوى الحية في أجسادنا، وأهمها الدم.  كما أن روح الشهية كانت تنظم ملذات الجسد وتتأثر بمشاعر المتعة. هذا الجزء الثالث من الروح هو الجانب الحيواني أو الطبيعي أكثر من الروح. يتعامل مع دوافع الجسم الطبيعية وغرائز البقاء.اقترح جالينوس أنه عندما تتأثر النفس بالكثير من المتعة، فإنها تصل إلى حالات «سلس البول» و«الفجور»، عدم القدرة على التوقف عن التمتع عن عمد، والذي كان نتيجة سلبية للكثير من المتعة.
من أجل توحيد نظرياته حول الروح وكيفية عملها داخل الجسد، قام بتكييف نظرية النفَس،  التي استخدمها لشرح كيفية عمل الروح داخل أعضائها المخصصة، وكيف تعمل هذه الأعضاء بدورها، تفاعلوا معًا. ثم ميز جالينوس النَّفَس الحيوي، في الجهاز الشرياني، عن النَّفَس النفسي، في الدماغ والجهاز العصبي.  وضع جالينوس النَّفَس الحيوي في القلب والنَّفَس النفسي داخل الدماغ. أجرى العديد من الدراسات التشريحية على الحيوانات، وأشهرها الثور، لدراسة الانتقال من النفَس الحيوي إلى النفَس النفسي.  الرغم من انتقاده بشدة لمقارنته تشريح الحيوان بالتشريح البشري، كان جالين مقتنعًا بأن معرفته كانت وفيرة بما يكفي في كلا التشريحين ليؤسس أحدهما على الآخر. في أطروحته حول فائدة أجزاء الجسم، جادل جالينوس في أن التشكل المثالي لكل جزء من أجزاء الجسم وارتباطه الصارم بوظيفته أسس الدور المحتاج للخالق الذكي. له الخلق وكان من المتوقع من الأمثلة التشريحية من سقراط وإمبيدوكليس.

## مشكلة العقل والجسم
يعتقد جالينوس أنه لا يوجد فرق بين العقلي والجسدي. كانت هذه حجة مثيرة للجدل في ذلك الوقت، ووقع جالينوس مع الإغريق في الاعتقاد بأن العقل والجسد ليسا ملكات منفصلة.  كان يعتقد أنه يمكن إثبات ذلك علميًا. كان هذا هو المكان الذي أصبحت فيه معارضته للرواقيين أكثر انتشارًا.  اقترح جالينوس أن تكون الأعضاء داخل الجسم مسؤولة عن وظائف محددة، بدلاً من الأجزاء الفردية. ووفقًا لغالينوس، فإن افتقار الرواقيين إلى التبرير العلمي أزال مصداقية مزاعمهم بشأن انفصال العقل عن الجسد، ولهذا السبب تحدث ضدهم بشدة.

## العلاج النفسي
واحد آخر من أعمال جالينوس الرئيسية، حول تشخيص وعلاج شغف الروح، ناقش كيفية التعامل مع المشاكل النفسية وعلاجها.  كانت هذه محاولة جالينوس المبكرة لما سيطلق عليه لاحقًا العلاج النفسي. احتوى كتابه على توجيهات حول كيفية تقديم المشورة لأولئك الذين يعانون من مشاكل نفسية لحثهم على الكشف عن أعمق مشاعرهم وأسرارهم، وفي النهاية علاجهم من قصورهم العقلي. يجب أن يكون الفرد الرائد، أو المعالج، ذكرًا، ويفضل أن يكون أكبر سنًا وأكثر حكمة وعمرًا، وكذلك بعيدًا عن سيطرة المشاعر.  هذه المشاعر، وفقًا لجالينوس، تسببت في المشكلات النفسية التي عانى منها الناس.

## الأعمال المنشورة
قد يكون جالينوس أنتج أعمالًا أكثر من أي مؤلف في العصور القديمة، مما ينافس كمية الأعمال التي أنتجها أوغسطينوس. كانت مخرجات جالينوس غزيرة جدًا لدرجة أن النصوص الباقية تمثل ما يقرب من نصف جميع المؤلفات الموجودة في اليونان القديمة.  أفيد أن جالينوس وظف عشرين كاتبًا لكتابة كلماته ربما كتب جالينوس ما يصل إلى 500 رسالة،  تصل إلى حوالي 10 ملايين كلمة. على الرغم من أن أعماله الباقية تصل إلى حوالي 3 ملايين كلمة، يُعتقد أن هذا يمثل أقل من ثلث كتاباته الكاملة. في عام 191 بعد الميلاد، دمر حريق في معبد السلام العديد من أعماله، ولا سيما الرسائل المتعلقة بالفلسفة.
بسبب عدم ترجمة أعمال جالينوس إلى اللاتينية في الفترة القديمة، وبسبب انهيار الإمبراطورية الرومانية في الغرب، تراجعت دراسة جالينوس، جنبًا إلى جنب مع التقاليد الطبية اليونانية ككل، في أوروبا الغربية خلال أوائل العصور الوسطى، عندما كان عدد قليل جدًا من علماء اللغة اللاتينية يقرأون اليونانية. ومع ذلك، بشكل عام، استمرت دراسة جالينوس والتقاليد الطبية اليونانية القديمة ومتابعتها في الإمبراطورية الرومانية الشرقية، المعروفة باسم الإمبراطورية البيزنطية. نسخ العلماء البيزنطيون جميع المخطوطات اليونانية الموجودة في جالينوس. في العصر العباسي (بعد 750 م) العرب المسلمونبدأ الاهتمام بالنصوص العلمية والطبية اليونانية لأول مرة، وترجمت بعض نصوص جالينوس إلى العربية، غالبًا بواسطة علماء مسيحيين سوريين. نتيجة لذلك، توجد بعض نصوص جالينوس في الترجمة العربية فقط،  بينما توجد نصوص أخرى فقط في الترجمات اللاتينية للعربية في العصور الوسطى. في بعض الحالات حاول العلماء حتى الترجمة من اللاتينية أو العربية إلى اليونانية حيث فقد الأصل.  بالنسبة لبعض المصادر القديمة، مثلهيروفيلوس، فإن حساب جالينوس لعملهم هو كل ما تبقى.
حتى في عصره، كانت التزوير والنسخ العديمة الضمير من عمله مشكلة، مما دفعه للكتابة على كتبه الخاصة. استمرت عمليات التزوير باللغات اللاتينية والعربية واليونانية حتى عصر النهضة. ظهرت بعض أطروحات جالينوس تحت العديد من العناوين المختلفة على مر السنين. غالبًا ما تكون المصادر في مجلات أو مستودعات غامضة ويصعب الوصول إليها. على الرغم من كتابتها باللغة اليونانية، إلا أنه تمت الإشارة إلى الأعمال من خلال العناوين اللاتينية، وغالبًا ما يتم الإشارة إليها بالاختصارات فقط. لا توجد مجموعة موثوقة واحدة من أعماله، ولا يزال الجدل قائمًا حول صحة عدد من الأعمال المنسوبة إلى جالينوس. نتيجة لذلك، فإن البحث في عمل جالينوس محفوف بالمخاطر.
بذلت محاولات مختلفة لتصنيف ناتج Galen الهائل. على سبيل المثال، يسرد Coxe (1846) Prolegomena، أو كتبًا تمهيدية، تليها 7 فئات من الأطروحات التي تشمل علم وظائف الأعضاء (28 مجلدًا)، والنظافة (12)، والمسببات المرضية (19)، والسيميائية (14)، والصيدلة (10)، والسماح بالدم (4) والعلاج (17)، بالإضافة إلى 4 من الأمثال، والأعمال الزائفة.  الخلاصة الأكثر اكتمالالكتابات جالينوس، متجاوزة حتى المشروعات الحديثة مثل Corpus Medicorum Graecorum، هي تلك التي جمعها وترجمها كارل جوتلوب كون من لايبزيغ بين عامي 1821 و1833. تتكون هذه المجموعة من 122 رسالة لجالينوس مترجمة من اليونانية الأصلية إلى اللاتينية (النص معروض باللغتين). يبلغ طولها أكثر من 20000 صفحة، وهي مقسمة إلى 22 مجلدًا، مع 676 صفحة فهرس. تم تضمين العديد من أعمال جالينوس في قاموس المرادفات Linguae Graecae، وهي مكتبة رقمية للأدب اليوناني بدأت في عام 1972. وهناك مصدر حديث مفيد آخر هو المكتبة الفرنسية بين يونيفرسيتير دي ميديسين (BIUM).

## ميراث

### العصور القديمة المتأخرة
في عصره، كانت شهرة جالينوس كطبيب وفيلسوف أسطورية،  وصفه الإمبراطور ماركوس أوريليوس بأنه "Primum sane medicorum esse، philosophorum autem solum" (أولًا بين الأطباء وفريدًا بين الفلاسفة براين 14: 660). الكتاب المعاصرين أخرى في تأكيد هذا العالم اليوناني بما في ذلك فان theodotus شوميكر، أثنايوس والإسكندر الأفروديسي.ذهب شاعر القرن السابع جورج بيسيدا إلى حد الإشارة إلى المسيح على أنه جالينوس ثانٍ ومهمل. استمر جالينوس في ممارسة تأثير مهم على نظرية وممارسة الطب حتى منتصف القرن السابع عشر في العالمين البيزنطي والعربي وأوروبا. يشكل أبقراط وجالينوس معالم مهمة لـ 600 عام من الطب اليوناني. يصفهم AJ Brock بأنهم يمثلون الأساس والقمة على التوالي.  بعد قرون قليلة من جالينوس، صرح بالاديوس إياتروسوفيزا، في تعليقه على أبقراط، أن أبقراط كان يبذر ويحصد جالينوس.
وهكذا لخص جالينوس ولخص أعمال أسلافه، وبكلمات جالينوس (Galenism) تم نقل الطب اليوناني إلى الأجيال اللاحقة، بحيث أصبحت Galenism هي الوسيلة التي عرف بها الطب اليوناني للعالم. غالبًا ما كان هذا في شكل إعادة صياغة وإعادة تفسير، كما هو الحال في عمل Magnus of Nisibis في القرن الرابع على البول، والذي تمت ترجمته بدوره إلى العربية.  ومع ذلك، لم يتم تقدير الأهمية الكاملة لمساهماته إلا بعد فترة طويلة من وفاته. كانت خطابات جالينوس وغزارته قوية للغاية بحيث تنقل الانطباع بأنه لم يتبق سوى القليل للتعلم. لقد اتخذ مصطلح Galenism لاحقًا معنى إيجابيًا وازدرائيًا على حد سواء باعتباره الذي غير الطب في العصور القديمة المتأخرة ولكنه سيطر على التفكير اللاحق لخنق المزيد من التقدم.
بعد انهيار الإمبراطورية الغربية، اختفت تقريبًا دراسة جالينوس وغيره من الأعمال اليونانية في الغرب اللاتيني. في المقابل، في النصف الشرقي الناطق باليونانية في الغالب من الإمبراطورية الرومانية (البيزنطية)، العديد من المعلقين في القرون اللاحقة، مثل أوريباسيوس، الطبيب إلى الإمبراطور جوليان الذي جمعت موجز في القرن 4TH، والحفاظ عليها ونشرها أعمال جالينوس، جعل Galenism أكثر سهولة. يشير Nutton إلى هؤلاء المؤلفين على أنهم «ثلاجات طبية في العصور القديمة».  في أواخر العصور القديمة، انحرفت الكتابة الطبية بشكل متزايد في اتجاه النظرية على حساب العملي، حيث كان العديد من المؤلفين يجادلون فقط في الجالينوس. كان ماغنوس من نصيبين منظّرًا خالصًا، كما كانJohn of Alexandriaand Agnellus of Ravenna مع محاضراتهما عن Galen's De Sectis.  كانت Galenism قوية جدًا لدرجة أن مؤلفين آخرين مثل أبقراط بدأوا في الظهور من خلال عدسة جالينيك، بينما أصبح خصومه مهمشين واختفت الطوائف الطبية الأخرى مثل Asclepiadism ببطء.  كان الطب اليوناني جزءًا من الثقافة اليونانية، وكان مسيحيو سوريا الشرقية على اتصال به أثناء الإمبراطورية الرومانية الشرقية (بيزنطة) حكمت سوريا وغرب بلاد ما بين النهرين، وهي المناطق التي غزاها العرب المسلمون من بيزنطة في القرن السابع. بعد 750 بعد الميلاد، جعل المسلمون هؤلاء المسيحيين السوريين يقومون بأول ترجمات لجالينوس إلى العربية. منذ ذلك الحين، أصبح جالينوس والتقاليد الطبية اليونانية بشكل عام مندمجين في العصور الوسطى وأوائل الشرق الأوسط الإسلامي الحديث.

### تأثير الطب في العالم الإسلامي
أصبح نهج جالينوس في الطب ولا يزال مؤثرًا في العالم الإسلامي. كان أول مترجم رئيسي لجالينوس إلى العربية هو المسيحي العربي حنين بن إسحاق. ترجم (حوالي 830 - 870) 129 عملاً من أعمال «جالينوس»  إلى العربية.لا تزال المصادر العربية، مثل محمد بن زكريا الرازي (865-925 م)، مصدر اكتشاف كتابات جالينوس جديدة أو يتعذر الوصول إليها نسبيًا.  إحدى ترجمات حنين العربية، «كتاب إلى قلبوقان في شفاء العمرد»، وهي موجودة في مكتبة أكاديمية ابن سينا لطب وعلوم العصور الوسطى. يعتبر تحفة من أعمال جالينوس الأدبية. جزء من الملخص السكندري لعمل جالينوس، تتكون هذه المخطوطة التي تعود للقرن العاشر من جزأين يشتملان على تفاصيل تتعلق بأنواع مختلفة من الحمى (هومات) وحالات التهابية مختلفة في الجسم. والأهم من ذلك أنه يتضمن تفاصيل أكثر من 150 تركيبة مفردة ومركبة من أصل عشبي وحيواني. يقدم الكتاب نظرة ثاقبة لفهم التقاليد وطرق العلاج في العصرين اليوناني والروماني. بالإضافة إلى ذلك، يوفر هذا الكتاب مصدرًا مباشرًا لدراسة أكثر من 150 عقارًا منفردًا ومركبًا تم استخدامها خلال الفترة اليونانية الرومانية.
كعنوان لل شكوك حول جالينوس التي كتبها الرازي يعني، فضلا عن كتابات الأطباء مثل ابن زهر وابن النفيس، أعمال جالينوس لم تقبل غير تردد، ولكن كأساس طعن لمزيد من الاستفسار. وتركيز قوي على التجريب والتجريبية أدت إلى نتائج جديدة والملاحظات الجديدة، التي تتناقض وجنبا إلى جنب مع تلك جالينوس لكتاب مثل الرازي، عن علي بن العباس Majusi-، أبو القاسم الزهراوي، ابن سينا (ابن سينا) وابن زهر وابن النفيس. على سبيل المثال، اكتشاف ابن النفيس للدورة الرئوية تناقض مع نظرية جالينيك في القلب.
لا يزال تأثير كتابات جالينوس، بما في ذلك الفكاهة، قوياً في طب Unani الحديث، الذي يرتبط الآن ارتباطًا وثيقًا بالثقافة الإسلامية، ويمارس على نطاق واسع من الهند (حيث يتم الاعتراف بها رسميًا) إلى المغرب.

### إعادة تقديم الغرب اللاتيني
من القرن 11 فصاعدا، الترجمات اللاتينية من

موندينو دي ليوزي، أناثوميا 1541

النصوص الطبية الإسلامية بدأت تظهر في الغرب، جنبا إلى جنب معساليرنو مدرسة فكرية وضمتها قريبا في المناهج الدراسية في جامعات نابولي ومونبلييه. منذ ذلك الوقت، تولى Galenism سلطة جديدة لا جدال فيها، حتى أن جالينوس يشار إليه باسم «البابا الطبي في العصور الوسطى».  قسطنطين الأفريقي من بين الذين ترجموا أبقراط وجالينوس من العربية. بالإضافة إلى الترجمات الأكثر عددًا للنصوص العربية في هذه الفترة، كانت هناك بعض الترجمات لأعمال جالينيك مباشرة من اليونانية، مثل ترجمة بورغونديو لبيزا لـدي بشرة. أصبحت أعمال جالينوس في علم التشريح والطب الدعامة الأساسية لمنهج جامعي لطبيب في العصور الوسطى، جنبًا إلى جنب مع كتاب ابن سينا قانون الطب، الذي شرح أعمال جالينوس.على عكس روما الوثنية، لم تمارس أوروبا المسيحية حظرًا عالميًا لتشريح وتشريح الجثة البشرية، وأجريت مثل هذه الفحوصات بانتظام منذ القرن الثالث عشر على الأقل. ومع ذلك، كان تأثير جالين كبيرًا لدرجة أنه عندما اكتشف التشريح حالات شاذة مقارنة بتشريح جالينوس، حاول الأطباء في كثير من الأحيان دمجها في نظام جالينوس. مثال على ذلك موندينو دي ليوزي، الذي يصف الدورة الدموية البدائية في كتاباته لكنه لا يزال يؤكد أن البطين الأيسر يجب أن يحتوي على الهواء. استشهد البعض بهذه التغييرات كدليل على أن تشريح الإنسان قد تغير منذ زمن جالينوس.
كان نيكولو دي ديوبريبيو دا ريجيو هو أهم مترجم لأعمال جالينوس إلى اللاتينية، حيث قضى عدة سنوات في العمل على جالينوس. عمل نيكولو في محكمة أنجفين في عهد ملك نابولي روبرت. من بين ترجمات نيكولو قطعة من أطروحة طبية لغالين، فقدت النص الأصلي منها.

### عصر النهضة

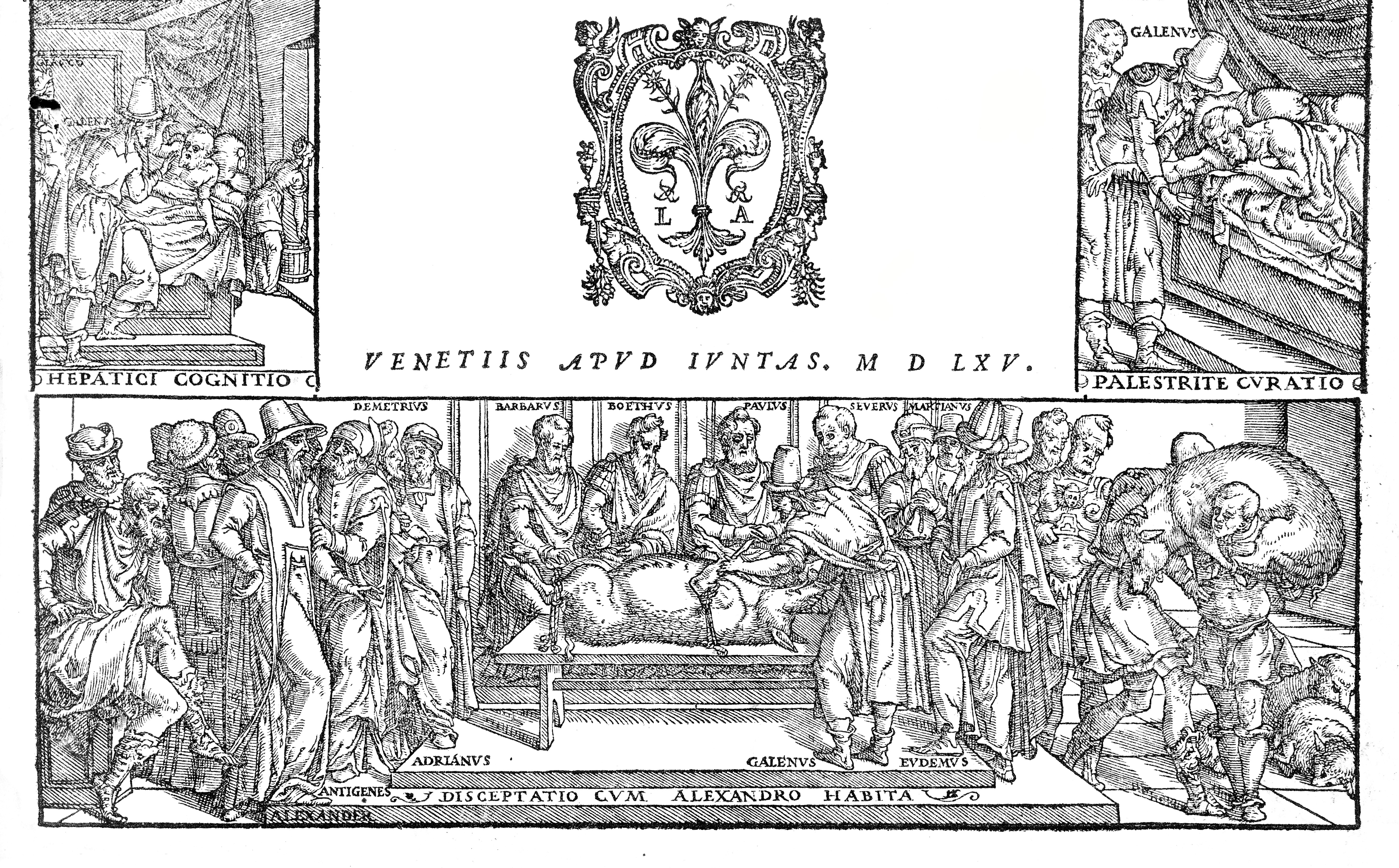
omnia أوبرا جالينوس، تشريح خنزير. البندقية، 1565

تم تحرير الطبعة الأولى من أعمال جالينوس الكاملة بالترجمة اللاتينية بواسطة ديوميدي بوناردو من بريشيا وطبعها فيليبو بينزي في البندقية عام 1490.
رافق عصر النهضة وسقوط الإمبراطورية البيزنطية (1453) تدفق العلماء والمخطوطات اليونانية إلى الغرب، مما سمح بإجراء مقارنة مباشرة بين الشروح العربية والنصوص اليونانية الأصلية لجالينوس. هذا التعلم الجديد، والإنسانيين الحركة، لا سيما عمل يناكر، تعزيزhumaniores الفرعيتان بما في ذلك جالينوس في اللاتينية العلمية الكنسي، دي Naturalibus Facultatibusكان الظهور في لندن في 1523. مناظرات في العلوم الطبية الآن تقليدين، وأكثر تحفظا العربي والليبرالية اليونانية.  بدأت الحركات الليبرالية الأكثر تطرفاً في تحدي دور السلطة في الطب، كما يتضح من خلالحرقباراسيلسوس رمزيًا لأعمال ابن سينا وجالينوس في كليته الطبية في بازل.  ومع ذلك، فإن تفوق جالينوس بين كبار المفكرين في الألفية يتجلى في لوحة جدارية من القرن السادس عشر في غرفة طعام لافرا الكبرى في جبل آثوس.وهو يصور الحكماء وثنية في سفح شجرة يسى، مع جالينوس بين العرافة وأرسطو.
جاءت هزيمة Galenism النهائية من مزيج من سلبية Paracelsus والبنائية لعلماء التشريح في عصر النهضة الإيطالية، مثل Vesalius في القرن السادس عشر.  في ثلاثينيات القرن  عشر، قام عالم التشريح والطبيب الفلمنكي أندرياس فيزاليوس بمشروع لترجمة العديد من نصوص جالينوس اليونانية إلى اللاتينية. أشهر أعمال فيزاليوس، De humani corporis fabrica، تأثر بشكل كبير بكتابة وشكل جالينيك. سعياً منه لفحص أساليب جالينوس وتوقعاته بشكل نقدي، لجأ فيزاليوس إلى تشريح الجثة البشرية كوسيلة للتحقق. عرض Vesalius كتابات جالينوس لوصف التفاصيل الموجودة في القرود ولكن ليس في البشر، وأظهر قيود جالينوس من خلال الكتب والمظاهرات العملية على الرغم من المعارضة الشديدة من المؤيدين الأرثوذكس لجالينوس مثل جاكوبوس سيلفيوس.نظرًا لأن جالينوس يقول إنه يستخدم ملاحظات القرود (تم حظر تشريح الإنسان) لإعطاء وصف لما يبدو عليه الجسم، فقد يصور فيزاليوس نفسه على أنه يستخدم نهج جالينوس لوصف الملاحظة المباشرة لإنشاء سجل بالتفاصيل الدقيقة لـ جسم الإنسان، لأنه عمل في وقت سمح فيه بتشريح الإنسان. جادل جالين بأن تشريح القرود كان قريبًا بدرجة كافية من البشر حتى يتمكن الأطباء من تعلم التشريح مع تشريح القرود ومن ثم إجراء ملاحظات حول الهياكل المماثلة في جروح مرضاهم، بدلاً من محاولة تعلم علم التشريح فقط من الجروح عند المرضى من البشر، كما يفعل من قبل الطلاب الذين تدربوا على النموذج التجريبي. كما دحضت اختبارات فيزاليوس النظريات الطبية لأرسطووموندينو دي ليوزي. كان أحد أفضل الأمثلة المعروفة لانقلاب فيزاليوس على Galenism هو إثباته أن الحاجزبين البطينين للقلب لم يكن منفذاً، كما علم جالينوس (Nat Fac III xv). ومع ذلك، تم الكشف عن هذا قبل عامين من قبل مايكل سيرفيتوس في كتابه المصيري " Christianismi restitutio " (1553) مع بقاء ثلاث نسخ فقط من الكتاب، ولكن هذه النسخ ظلت مخفية لعقود ؛ تم حرق البقية بعد وقت قصير من نشرها بسبب اضطهاد السلطات الدينية لسيرفيتوس.
مايكل سيرفيتوس، مستخدماً اسم «ميشيل دي فيلنوف» أثناء إقامته في فرنسا، كان زميل فيزاليوس الطالب وأفضل جالينيست في جامعة باريس، وفقًا ليوهان وينتر فون أندرناخ،  الذي قام بتدريس كليهما. في Galenism من عصر النهضة، كانت إصدارات أوبرا Omnia لـ Galen مهمة للغاية. بدأت في البندقية في 1541-1542 من قبل Guinta. كان هناك أربعة عشر طبعات من الكتاب من ذلك التاريخ حتى تم إنتاجها 1625. فقط إصدار واحد من ليون بين 1548 و1551. ليون طبعة له تعليقات على التنفس والدم يتدفق أن الصحيح أعمال المؤلفين في وقت سابق الشهيرة مثل فيزاليوس، كايوس أو يانوس كورناريوس. كان لدى «ميشيل دي فيلنوف» عقود مع جان فريلون لهذا العمل، وقدم الباحث والباحث الباحث في سيرفيتوس فرانسيسكو خافيير غونزاليس إتشيفيريا  بحثًا أصبح وسيلة اتصال مقبولة في الجمعية الدولية لتاريخ الطب،  التي خلصت إلى أن مايكل دي فيلنوف (مايكل سيرفيتوس) هو مؤلف شروح هذه الطبعة من Frellon، في ليون.
تم تمديد حالة أخرى مقنعة حيث فهم من الجسم خارج حيث جالينوس قد غادر انها جاءت من هذه المظاهرات لطبيعة الدورة الدموية البشري والعمل اللاحق ل أندريا سيسالبينو، فابريسيو من Acquapendente ويليام هارفي.  بعض تعاليم جالينيك، مثل تركيزه على إراقة الدماء كعلاج للعديد من الأمراض، ظلت مؤثرة حتى القرن التاسع عشر.

### منحة معاصرة
تظل منحة جالينيك مجالًا مكثفًا وحيويًا، بعد الاهتمام المتجدد بعمله، والذي يرجع تاريخه إلى الموسوعة الألمانية Realencyclopädie der Classischen Altertumswissenschaft.
نسخ من أعماله التي ترجمها روبرت م. جرين محفوظة في المكتبة الوطنية للطب في بيثيسدا، ماريلاند.
في عام 2018، اكتشفت جامعة بازل أن بردية يونانية غامضة بها كتابة مرآة على كلا الجانبين، والتي كانت موجودة في مجموعة باسيليوس أميرباخ، أستاذ الفقهبجامعة بازل في القرن السادس عشر، هي وثيقة طبية غير معروفة لجالينوس. أو تعليق غير معروف على عمله. يصف النص الطبي ظاهرة «انقطاع النفس الهستيري».

## كتبه
1. في أن الطبيب الفاضل يجب أن يكون فيلسوفًا
2. كتاب الأسطقسات
3. كتاب التشريح الكبير
4. كتاب في العروق
5. كتاب في حركة العضل
6. كتاب في آراء أبقراط وأفلاطون.
7. كتاب منافع الأعضاء
8. كتاب الصناعة الصغيرة
9. كتاب حيلة البرء وهو 14 مقالة[20]

## اهتمام العرب بترجمة مؤلفاته
وكان لجالينوس شأن كبير عند العرب فترجموا معظم كتبه إلى العربية ولخصوها وفسروها، وقد ذكرها ابن أبي أصيبعة مطولًا في كتابه ووضح مضمون بعضها، وأشار إلى أن أطباء الإسكندرية قد اختاروا من بين هذه المجموعة الضخمة من الكتب ستة عشر كتابًا، ورتَّبوها سبع مراتب بحيث يتدرج المبتدئ من مرتبة إلى أخرى بنظام محكم ويشتاق إلى المزيد.
و هي ذي المراتب السبع:

### المرتبة الأولى
- (1) كتاب الفرق: يدرس فيه قوانين العلاج على رأي أصحاب التجربة وعلى رأي أصحاب القياس.
- (2) كتاب الصناعة الصغيرة: يستفاد منه جمل صناعة الطب كلها، النظري منها والعملي.
- (3) كتاب النبض الصغير: يُستفاد منه جميع ما يحتاج إليه المتعلم من الاستدلال بالنبض على ما ينفع به الأمراض.
- (4) الكتاب المسمى بأغلوقن: ويُستفاد منه كيفية التأني في شفاء الأمراض.[20]

### المرتبة الثانية
- (1) كتاب الأسطقسات: يُدرس فيه تركيب البدن من أسطقسات الأعضاء أعني الأخلاط (الدم والصفراء والسوداء والبلغم)، وأسطقسات هذه الأخلاط (النار والهواء والماء والأرض).
- (2) كتاب المزاج.
- (3) كتاب القوى الطبيعية.
- (4) كتاب التشريح الصغير.[20]

### المرتبة الثالثة
- (1) كتاب العلل والأعراض.

### المرتبة الرابعة
- (1) كتاب تعرف علل الأعضاء الباطنية.
- (2) كتاب النبض الكبير.[20]

### المرتبة الخامسة
- (1) كتاب الحميات.
- (2) كتاب البحران.
- (3) كتاب أيام البحران.

### المرتبة السادسة
- (1) كتاب حيلة البرء: أربع عشرة مقالة، يُستفاد منه قوانين العلاج على رأي أصحاب القياس في كل واحد من الأمراض.

### المرتبة السابعة
- (1) كتاب تدبير الأصحاء.

### (٢) كتبه في الأدوية
وقد خصَّص جالينوس عدة كتب للأدوية نذكر من بينها:
- (1) كتاب في قوى الأدوية المسهلة، مقالة واحدة «يبين فيها أن إسهال الأدوية ما يسهل ليس هو بأن كل واحد من الأدوية يحيل ما صادفه في البدن إلى طبيعته ثم يندفع ذلك فيخرج، لكن كل واحد منها يجتذ خلطًا موافقًا مشاكلًا له.»[20]
- (2) كتاب الأدوية المفردة، جعله في إحدى عشرة مقالة، في المقالتين الأوليين خطأ مَنْ أخطأ في الطرق الرديئة التي سُلِكَت في الحكم على قوى الأدوية، ثم أصَّل في المقالة الثالثة أصلًا صحيحًا لجميع العلم بالحكم على القوى الأولى من الأدوية، ثم بيَّن في المقالة الرابعة أمر القوى الثواني وهي الطعوم والروائح، وأخبر بما يستدل عليه منها على القوى الأولى من الأدوية.[20] ووصف في المقالة الخامسة القوى الثوالث من الأدوية وهي أفاعيلها في البدن من الإسخان والتبريد والتخفيف والترطيب، ثم وصف في المقالات الثلاث التي تتلو قوة دواءٍ دواء من الأدوية النباتية، ثم في المقالة التاسعة قوى الأدوية المعدنية، وفي العاشرة قوى الأدوية التي هي مما يتولَّد في أبدان الحيوان، ثم وصف في الحادية عشرة قوى الأدوية التي هي مما يُتولد في البحر والماء المالح.[20]
- (3) كتاب قوى الأغذية: ثلاث مقالات عدَّد فيه جميع ما يُغتذى به من الأطعمة والأشربة، ووصف ما في كل واحد منها من القوى.
- (4) كتاب تركيب الأدوية في سبع عشرة مقالة أَجْمَلَ في سبع منها أجناس الأدوية المركَّبة فعدَّدها جنسًا جنسًا، وجعل مثلًا جنس الأدوية التي تبني اللحم في القروح على حدته، وجنس الأدوية التي تحلل على حدته … إلخ. وإنما غرضه فيه أن يصف تركيب الأدوية على الجمل؛ ولذلك جعل عنوان هذه السبع المقالات «في تركيب الأدوية على الجمل والأجناس».[20] وأما العشر المقالات الباقية فجعل عنوانها «في تركيب الأدوية بحسب المواضع»، وابتدأ فيه من الرأس، ثم هلمَّ جرًّا على جميع الأمراض إلى أن انتهى إلى أقصاها. وقد أشار ابن أبي أصيبعة إلى أن جملة هذا الكتاب الذي رسمه جالينوس في تركيب الأدوية لم يوجد في زمانه إلا وهو منقسم إلى كتابين وكل واحد منهما على حدته: فالأول يُعْرَف بكتاب قاطاجافس وهذا العنوان نقل حرفي للعنوان اليوناني kata genes ويتضمن السبع المقالات الأولى التي تقدَّم ذكرها. والآخر يُعْرَف بكتاب الميامر ويحتوي على العشر المقالات الباقية، والميامر جميع ميمر وهو الطريق.[16]
- (5) كتاب الأدوية التي يسهل وجودها وهي التي تُسمى «الموجودة في كل مكان» وهو مقالتان.
- (6) كتاب الأدوية المقابلة للأدواء جعله في مقالتين، ووصف في المقالة الأولى منه أمر الترياق، وفي المقالة الثانية أمر سائر المعجونات.
- (7) كتاب الترياق إلى مغيليانوس مقالة واحدة صغيرة.
- (8) كتاب الترياق إلى قيصر، وهو مقالة واحدة.[20]

## روابط خارجية
- جالينوس على موقع الموسوعة البريطانية (الإنجليزية)
- جالينوس على موقع إن إن دي بي (الإنجليزية)